# 和泉家志ん治
和泉家 志ん治（いずみや しんじ、1945年 - ）は、日本の落語家、ローカルタレント。

## 来歴
長野県松本市生まれ。
本名は前田信二。長野県松本県ヶ丘高等学校

を経て明治大学卒業。
大学時代から落語研究会に所属し、大学卒業後もローカルタレント、落語家として活動している。

## 人物
落語は明治大学在学中、落語研究会に所属していた時、当時落研の顧問であった初代金原亭馬の助との出会いが「志ん治」の運命を決定づけたと言っても過言ではなく、在学中より師匠のもとで修業する。
師匠亡き後は、故郷長野県に活動の場を求め、落語公演の他、ラジオ、テレビCM、DJ、レポーター等に出演し活動の幅を広げている。
地元企業のアルプスタクシーのCMでは1985年「フジテレビローカルCM大賞」を受賞。
各種イベント・結婚披露宴の司会、PTA・企業・各種団体等での「笑い」についての講演会など、現在「気軽に愛され親しまれるよう」笑い療法士としても活躍している。